# Kyle Hiebert
Pour les articles homonymes, voir Hiebert.
Kyle Hiebert né le 30 juillet 1997 à Winnipeg au Manitoba, est un joueur international canadien de soccer qui joue au poste de défenseur central à St. Louis City en MLS.

## Biographie
Kyle Hiebert est né à Winnipeg et a grandi à La Salle (en),. Il commence à jouer au soccer au Linden Woods CC, puis au WSA Winnipeg. Le 25 février 2017, il est nommé joueur de l'année lors des prix Manitoba Soccer (en).

### Parcours universitaire
Le 5 février 2015, il s'engage auprès des Bears de l'université d'État du Missouri. Au cours de l’été, il se déchire le ligament croisé antérieur du genou gauche lors d'un entraînement avec le WSA Winnipeg,. Puis, le 20 septembre, il participe à son premier match avec les Bears face aux Lions de Loyola Marymount, en remplaçant Mikey Lightbourne en seconde mi-temps (victoire 2-1). Il joue une seule partie lors de sa saison freshman initiale avant d'être mis sous statut redshirt (en) pour le reste de l'exercice. Le printemps suivant, il se déchire le ligament croisé postérieur de l'autre genou, lors de l'avant-dernier match préparatoire des Bears à Creighton,. Il obtient de nouveau le statut de redshirt,.
Le 25 août 2017, il participe à son premier match en tant que titulaire avec les Bears face aux Falcons de l'Air Force (défaite 1-0). Nommé meilleur joueur-étudiant de la semaine de la MVC le 27 septembre, puis le 4 octobre. Le 24 octobre, il inscrit son premier but face aux Crusaders de Valparaiso (victoire 2-0). Le 12 novembre, il perd la finale du tournoi de la MVC (en) — sur le score d'un but à zéro — face aux Bears de Central Arkansas (en). Trois jours plus tard, il est sélectionné dans l'équipe-type des joueurs-étudiants de la MVC.
La saison suivante, il délivre sa première passe décisive face aux Broncos de Santa Clara (victoire 3-2), le 10 septembre 2018. Il est nommé meilleur joueur-étudiant de la semaine de la MVC le 31 octobre puis dans la deuxième équipe-type de la MVC, le 8 novembre. En demi-finale du tournoi de la MVC (en), les Bears s'inclinent aux tirs au but face aux Bears de Central Arkansas (en). Le 14 novembre, il est sélectionné dans l'équipe-type des joueurs-étudiants de la MVC.
Il obtient son diplôme en mai 2019 avec une moyenne pondérée cumulative de 4,0 en comptabilité et remporte également le prix Virgil-Cheek. Avant le début de la saison, il est nommé dans l'équipe-type de présaison de la MVC le 22 août puis joueur défensif de la semaine de la MVC le 17 septembre. Le 14 novembre, il est sélectionné dans la première équipe-type de la MVC,. Puis, il est élu joueur défensif de l’année de la MVC,. En finale du tournoi de la MVC (en), les Bears s'inclinent aux tirs au but face aux Ramblers de Loyola, et se qualifient pour le premier tour des séries éliminatoires du championnat de la NCAA,. Il nommé dans l'équipe-type du tournoi. Le 20 novembre, il est sélectionné dans l'équipe-type et également nommé joueur-étudiant de l'année de la MVC. Après une victoire historique face aux Pioneers de Denver,,, ils s'inclinent au deuxième tour des séries éliminatoires face aux Knights de l'UCF,.
La saison 2020 est reporté au printemps 2021 à cause de la pandémie de Covid-19,. Il est nommé dans l'équipe-type de présaison de College Soccer News et de la MVC,. Nommé joueur défensif de la semaine de la MVC le 16 mars. Il est élu joueur défensif de l'année de la MVC, pour la deuxième fois consécutive. Il est également nommé dans l'équipe-type le 15 avril. Deux jours plus tard, il remporte pour la première fois le tournoi de la MVC (en) face aux Ramblers de Loyola et les Bears se qualifient pour le deuxième tour des séries éliminatoires du championnat de la NCAA,. Il est également nommé dans l'équipe-type du tournoi. Les Bears remportent le premier match face aux Terrapins du Maryland,, mais sont éliminés en huitièmes de finale par les Huskies de Washington,. Le 21 avril, il est de nouveau élu joueur-étudiant de l'année de la MVC et est également sélectionné dans l'équipe-type. Puis, le 4 mai, il est nommé demi-finaliste du trophée Hermann,, mais c'est Gloire Amanda qui remporte le prix.
Avant le début de la saison d'automne, il est de nouveau nommé dans l'équipe-type de présaison de College Soccer News et de la MVC,. Le 28 octobre, il est nommé finaliste du Senior CLASS Award,, mais c'est Noah Jensen qui remporte la récompense. Il est élu pour la troisième fois de suite, joueur défensif de l'année de la MVC. Il est également nommé dans l'équipe-type le 11 novembre. Trois jours plus tard, il remporte la finale du tournoi de la MVC (en) face aux Purple Aces d'Evansville (en) et les Bears se qualifient pour le premier tour des séries éliminatoires du championnat de la NCAA. Il est également nommé dans l'équipe-type du tournoi. Le 17 novembre, il est élu joueur-étudiant de l'année de la MVC et est également sélectionné dans l'équipe-type. Les Bears sont éliminés dés le premier match face aux Bluejays de Creighton et c'est également sa dernière rencontre universitaire. Puis, le 7 décembre, il est nommé demi-finaliste du trophée Hermann,, mais c'est Dante Polvara qui remporte le prix. En 88 rencontres, Kyle Hiebert inscrit six buts et quatre passes décisives avec les Bears de Missouri State.

### Parcours en club
Il n'est pas sélectionné lors du repêchage universitaire de la Major League Soccer. Il signe cependant un contrat avec l'équipe réserve de St. Louis City en MLS Next Pro le 7 février 2022,. Le même jour, deux anciens coéquipiers — Michael Creek et Josh Dolling — des Bears rejointent également le club. Il fait ses débuts en tant que titulaire, le 25 mars, contre le Rochester New York FC. Puis, le 25 juin, il inscrit son premier but en MLS Next Pro, face aux Real Monarchs. Il participe à tous les matchs de la saison régulière. En fin de saison, le City2 remporte la conférence Ouest et se hisse en finale où il s'incline face au Crew 2 de Columbus. Il est également nommé dans l'équipe-type de la saison en MLS Next Pro,.
Le 3 août 2022, le St. Louis City annonce qu'il signe un contrat MLS de deux ans — à compter de 2023 —  avec une option pour 2025. Il devient le deuxième joueur de City2 à être recruté par l’équipe première pour 2023, aux côtés du défenseur Josh Yaro (en),. Le 25 février 2023, il fait ses débuts en Major League Soccer contre l'Austin FC. C'est également la première victoire en MLS de l'histoire du club,. Le 11 mars, il marque le but gagnant dans une victoire 2-1 face aux Timbers de Portland. Il est également nommé homme du match. Saint-Louis est seulement la deuxième franchise de l’histoire de la ligue à remporter ses trois premiers matchs, rejoignant les Sounders de Seattle. Il est nommé dans l'équipe-type de la semaine 3.

### Parcours en sélection
Le 21 mars 2023, il est convoqué pour la première fois en équipe du Canada par John Herdman pour pallier le forfait de Kamal Miller,,. Le 28 mars suivant, il honore sa première sélection en entrant juste après l'heure de jeu à la place de Scott Kennedy, lors du dernier match de la Ligue A de la Ligue des nations, contre le Honduras,.
Membre d'une liste provisoire de cinquante-trois joueurs pour disputer la phase finale de la Ligue des nations 2023, il ne fait pas partie de la liste définitive de vingt-trois joueurs. Puis, son nom figure sur une liste provisoire de soixante joueurs appelés à participer à la Gold Cup 2023, mais il n'est pas inclus dans la liste finale de vingt-trois joueurs.
Le 27 mai 2024, le nouveau sélectionneur, Jesse Marsch, le convoque à nouveau pour disputer deux matchs amicaux, contre les Pays-Bas puis face à la France,. Le 9 juin, il honore sa deuxième sélection en entrant en cours de jeu face à la France. Une semaine plus tard, il est retenu dans la liste des vingt-six joueurs canadiens sélectionnés par Jesse Marsch pour disputer la Copa América 2024,,. Lors de ce tournoi, il dispute aucune rencontre.

## Statistiques

### Statistiques en club
| Saison                | Club                  | Championnat           | Championnat | Championnat | Championnat | Coupe(s) nationale(s) | Coupe(s) nationale(s) | Coupe(s) nationale(s) | Compétition(s) continentale(s) | Compétition(s) continentale(s) | Compétition(s) continentale(s) | Compétition(s) continentale(s) | Séries | Séries | Séries | Canada | Canada | Canada | Total | Total | Total |
| Saison                | Club                  | Division              | M.          | B.          | P.d.        | M.                    | B.                    | P.d.                  | Comp.                          | M.                             | B.                             | P.d.                           | M.     | B.     | P.d.   | M.     | B.     | P.d.   | M.    | B.    | P.d.  |
| 2022                  | St. Louis City 2      | MLSNP                 | 24          | 3           | 0           | 2                     | 0                     | 0                     | -                              | -                              | -                              | -                              | 3      | 0      | 0      | -      | -      | -      | 29    | 3     | 0     |
| 2023                  | St. Louis City        | MLS                   | 27          | 2           | 0           | 1                     | 0                     | 0                     | LC                             | 1                              | 0                              | 0                              | 2      | 0      | 0      | 1      | 0      | 0      | 32    | 2     | 0     |
| 2024                  | St. Louis City        | MLS                   | 14          | 0           | 0           | -                     | -                     | -                     | CCC+LC                         | 0+4                            | 0                              | 0                              | -      | -      | -      | 1      | 0      | 0      | 19    | 0     | 0     |
| Sous-total            | Sous-total            | Sous-total            | 41          | 2           | 0           | 1                     | 0                     | 0                     | -                              | 5                              | 0                              | 0                              | 2      | 0      | 0      | 2      | 0      | 0      | 51    | 2     | 0     |
| Total sur la carrière | Total sur la carrière | Total sur la carrière | 64          | 5           | 0           | 3                     | 0                     | 0                     | -                              | 5                              | 0                              | 0                              | 5      | 0      | 0      | 2      | 0      | 0      | 79    | 5     | 0     |